# Muhammad ibn Abi Bakr
Muhammad ibn Abi Bakr (in arabo محمد بن أبي بكر‎?; Medina, 631 – 658) è stato un Sahaba e un fervente sostenitore di Ali.
7
Figlio del primo califfo, Abū Bakr, Muḥammad era fratello consanguineo di ʿĀʾisha,  essendo sua madre Asmāʾ bint ʿUmays, mentre quella di ʿĀʾisha era Zaynab bt. ʿĀmir, la cui kunya era Umm Rumān. Muḥammad b. Abī Bakr, dopo la morte del padre, fu adottato da ʿAlī ibn Abī Ṭālib, quarto califfo sunnita e primo Imam sciita, nonché cugino del Profeta e suo genero, e di suo padre adottivo egli fu fino alla morte fedelissimo e impavido sostenitore.

## Biografia
Alla morte del marito, Asmāʾ bt. ʿUmays andò sposa infatti ad ʿAlī - il cui fratello Jaʿfar, detto al-Ṭayyār, era morto da martire (shahīd) a Muʾta - e questi adottò (tabanna) Muḥammad ibn Abī Bakr.
Muḥammad aveva un figlio, Qāsim (uno dei sette Fuqahāʾ di Medina), la cui figlia, Umm Farwā, fu madre del sesto Imam sciita, Jaʿfar al-Ṣādiq.

## Sotto il califfato di ʿUthmān b. ʿAffān
È con imbarazzo che le fonti storiografiche relative al primissimo Islam, parlano di Muḥammad in occasione del complotto ordito contro il terzo califfo, ʿUthmān b. ʿAffān e delle tragiche vicende che portarono al suo selvaggio assassinio.

Muḥammad ibn Abī Bakr, infatti, figura con tutta evidenza tra i congiurati e, se non si può in alcun modo affermare che l'omicidio del califfo lo abbia visto attore protagonista, non c'è però alcun dubbio che le sue parole e le sue azioni abbiano spianato la strada agli elementi più violenti ai quali s'accompagnava e che uccisero senza pietà il vecchio ʿUthmān.

Non solo egli prese parte attiva all'assedio della casa califfale (dār al-imāra), in totale antitesi con quanto fecero i suoi fratelli adottivi e figli di ʿAlī, al-Ḥasan e al-Ḥusayn, e allo stesso ʿAbd Allāh b. al-Zubayr, ma penetrò addirittura al suo interno, piombando nella stanza del califfo, insultandolo pesantemente e prendendolo irrispettosamente per la barba, senza che servisse riportarlo a un atteggiamento meno aggressivo e offensivo il rimprovero del califfo che gli ricordò come il padre del giovane, che con lui aveva condiviso pericoli e difficoltà, non si sarebbe mai permesso di comportarsi in tal modo.

Il fatto poi che Muḥammad ibn Abī Bakr fosse onorato da ʿAlī con incarichi militari e amministrativi di rilievo, rappresentò un'indubbia arma nelle mani di chi addossava ad ʿAlī la colpa di essere stato il mandante occulto dell'omicidio del califfo.

## Sotto il califfato di ʿAlī
Dopo la Battaglia di Siffin, Ali ibn Abi Talib nominò Muḥammad b. Abī Bakr Governatore dell'Egitto, da poco conquistato. Nel 658, Muʿāwiya b. Abī Sufyān, allora Walī di Shām, inviò il suo generale ʿAmr b. al-ʿĀṣ con 6.000 guerrieri contro Muḥammad b. Abī Bakr. Questi chiese aiuto al Califfo e si dice che ʿAlī avesse consigliato il figlio adottivo di affidare le sorti del suo Governatorato alle solide mani di Mālik al-Ashtar, che era non solo a lui leale ma che riteneva meglio in grado di resistere ad ʿAmr b. al-ʿĀṣ. Tuttavia Mālik morì lungo la strada che lo conduceva in Egitto. La Shīʿa e Wilferd Madelung credono che Mālik sia stato avvelenato da Muʿāwiya.
Ibn Abī Bakr fu quindi sconfitto da ʿAmr b. al-ʿĀṣ e, malgrado i suoi soldati di questi avessero ricevuto l'ordine di catturarlo vivo e di portarlo al cospetto di Muʿāwiya, un soldato di nome Mu'awiya ibn Hudayj si disse avesse avuto un alterco col prigioniero e lo avesse ucciso di sua propria mano, disponendo che il cadavere del figlio del primo Califfo fosse posto all'interno di una pelle d'asino scuoiato e bruciato, facendo dire alla sorella ʿĀʾisha, non appena lo seppe, che mai più avrebbe mangiato carne arrostita di un animale.

### Punto di vista sunnita
Muḥammad b. Abī Bakr fu un pio musulmano che sostenne il Califfo "ortodosso" ʿAlī ibn Abī Ṭālib. Trascorse gran parte del suo tempo in Egitto e prese parte alla delegazione che si mosse alla volta di Medina per esporre al califfo ʿUthmān le proprie insistite doglianze circa il comportamento biasimevole del governatore, chiedendone la sostituzione proprio con Muḥammad. Le promesse di accondiscendere alla richiesta della delegazione da parte del Califfo non furono mantenute e, probabilmente per colpa del suo braccio destro Marwān ibn al-Ḥakam, fu inviata una missiva al governatore da deporre, in cui gli si ingiungeva di mettere a morte i latori della lettera che disponeva le sue dimissioni. La missiva fu intercettata dagli Egiziani , che, tornando a Medina, posero l'assedio alla residenza califfale, da cui scaturì più tardi (si dice 40 giorni) l'assassinio di ʿUthmān. I sunniti sostengono che, appena avvedutosi che l'assedio sarebbe sfociato in fatti gravi politicamente e imperdonabili giuridicamente e religiosamente, Muḥammad si pentisse, abbandonando l'assedio, sebbene egli avesse guidato un gruppo di facinorosi all'interno della dār al-imāra in un'irruzione che non sarebbe stata però quella che si concluse con l'omicidio.

### Punto di vista sciita
La Shīʿa esalta Muḥammad b. Abī Bakr per la sua devozione ad ʿAlī e la sua opposizione a tutti gli altri califfi che lo precedettero (salvo suo padre) che gli sciiti giudicano come usurpatori, malgrado suo padre e sua sorella ʿĀʾisha possano essere annoverati tra i nemici di ʿAlī, nelle cui file combatté nella battaglia del Cammello (incaricandosi al termine di riportare lui stesso la sorella a Medina).
La sua tomba è situata in una moschea del Cairo.